# Saif al-Arab al-Qadhafi
Saif al-Arab al-Qadhafi (Arabisch: سيف العرب القذافي ; "Zwaard van de Arabieren") (Tripoli, 1982 - aldaar, 30 april 2011) was de zesde zoon van de Libische leider Moammar al-Qadhafi. Hij trad minder op de voorgrond dan zijn oudere broers.

## Biografie
Saif al-Arab al-Qadhafi werd geboren in 1982 in de Libische hoofdstad Tripoli. Zijn vader is de voormalige Libische leider Moammar al-Qadhafi, en zijn moeder is Safia Farkash, Qadhafi's tweede vrouw.
In 2006 werd Saif al-Arab student op de Technische Universiteit München in Duitsland. Later dat jaar was hij als student in München betrokken bij een gevecht met een uitsmijter, nadat zijn vriendin uit een nachtclub was gezet. In 2008 studeerde Saif al-Arab nog steeds in München. Het luide lawaai van zijn Ferrari F430 leidde tot vragen van de Duitse politie. Zijn auto werd uiteindelijk in beslag genomen. In datzelfde jaar werd Saif al-Arab verdacht van het smokkelen van een geweer, een revolver en munitie van München naar Parijs in een auto met diplomatieke nummerplaten. De zaak werd geseponeerd omdat de wapens nooit zijn gevonden en de Duitse rechter besloot dat er onvoldoende bewijs was om te vervolgen.

## Opstand in Libië
Op 26 februari 2011 nam de Veiligheidsraad van de Verenigde Naties Resolutie 1970 aan, die Saif al-Arab een reisverbod oplegde. Ook de bankrekeningen van de familie Al-Qadhafi werden bevroren.
Tijdens de opstand in Libië in 2011 werd Saif al-Arab door zijn vader naar het oosten van Libië gestuurd om de protesten de kop in te drukken. Gevechtstroepen en militaire uitrustingen stonden tot zijn beschikking.

## Overlijden
Op 30 april 2011 kondigde de Libische regeringswoordvoerder Musa Ibrahim aan dat Saif al-Arab op 29-jarige leeftijd bij een luchtaanval van de NAVO op zijn huis in Tripoli was omgekomen. De regering beweerde dat ook drie kleinkinderen van Moammar al-Qadhafi om het leven waren gekomen. Musa Ibrahim maakte om "privacyredenen" de namen van de kleinkinderen niet bekend. De regering verklaarde ook dat Moammar al-Qadhafi tijdens de aanval in het huis aanwezig was geweest, maar dat hij ongedeerd was gebleven. Het bewind omschreef de aanval als een aanslag.
De NAVO ontkende dit en verklaarde dat er een aanval was uitgevoerd op enkel militaire doelen, niet op een huis of individuen.
Leden van de oppositie in Benghazi speculeerden dat de Libische regering de bewering van de dood van Saif al-Arab gebruikten om medelijden te wekken. Abdul Hafez Goga, woordvoerder voor de Nationale Overgangsraad, zei te denken dat alles een verzinsel was.